# Tamias alpinus
Tamias alpinus е вид бозайник от семейство Катерицови (Sciuridae).

## Разпространение
Видът е разпространен в САЩ (Калифорния).